# Verein für Leibesübungen Wolfsburg 2005-2006
Questa voce raccoglie le informazioni riguardanti il Verein für Leibesübungen Wolfsburg nelle competizioni ufficiali della stagione 2005-2006.

## Stagione
Nella stagione 2005-2006 il Wolfsburg, allenato da Holger Fach e Klaus Augenthaler, concluse il campionato di Bundesliga al 15º posto. In Coppa di Germania il Wolfsburg fu eliminato al secondo turno dal Werder Brema. In Coppa Intertoto il Wolfsburg fu eliminato in semifinale dal Lens.

## Rosa
| N. |                         | Ruolo | Calciatore             |
| -- | ----------------------- | ----- | ---------------------- |
| 1  | Germania (bandiera)     | P     | Simon Jentzsch         |
| 3  | Belgio (bandiera)       | D     | Peter Van Der Heyden   |
| 4  | Germania (bandiera)     | D     | Matthias Langkamp      |
| 5  | Germania (bandiera)     | D     | Stefan Schnoor         |
| 6  | Guinea (bandiera)       | C     | Pablo Thiam            |
| 8  | Bulgaria (bandiera)     | C     | Marian Hristov         |
| 9  | Argentina (bandiera)    | A     | Diego Klimowicz        |
| 11 | Germania (bandiera)     | A     | Mike Hanke             |
| 14 | Paesi Bassi (bandiera)  | C     | Tommie van der Leegte  |
| 15 | RD del Congo (bandiera) | C     | Cédric Makiadi         |
| 16 | Brasile (bandiera)      | A     | Abuda                  |
| 17 | Georgia (bandiera)      | C     | Levan Tskitishvili     |
| 18 | Argentina (bandiera)    | D     | Facundo Hernán Quiroga |

| N. |                                | Ruolo | Calciatore            |
| -- | ------------------------------ | ----- | --------------------- |
| 19 | Portogallo (bandiera)          | C     | Alex                  |
| 20 | Paesi Bassi (bandiera)         | A     | Rick Hoogendorp       |
| 21 | Francia (bandiera)             | A     | Steve Marlet          |
| 22 | Serbia e Montenegro (bandiera) | D     | Bojan Neziri          |
| 26 | Germania (bandiera)            | D     | Karsten Fischer       |
| 27 | Slovacchia (bandiera)          | C     | Miroslav Karhan       |
| 29 | Paesi Bassi (bandiera)         | D     | Kevin Hofland         |
| 30 | Germania (bandiera)            | P     | André Lenz            |
| 31 | Ghana (bandiera)               | D     | Hans Sarpei           |
| 32 | Germania (bandiera)            | D     | Christopher Lamprecht |
| 33 | Germania (bandiera)            | D     | Maik Franz            |
| 36 | Argentina (bandiera)           | A     | Juan Menseguez        |
| 40 | Germania (bandiera)            | P     | Patrick Platins       |

## Organigramma societario
Area tecnica
- Allenatore: Klaus Augenthaler
- Allenatore in seconda: Frank Greiner, Robert Roeleofsen, Robert Roelofsen
- Preparatore dei portieri: Jörg Hoßbach
- Preparatori atletici: Markus Zetlmeisl, Jörg Drill, Manfred Kroß

## Calciomercato

### Sessione estiva
| Acquisti | Acquisti             | Acquisti            | Acquisti |
| R.       | Nome                 | da                  | Modalità |
| -------- | -------------------- | ------------------- | -------- |
| A        | Abuda                | Corinthians         |          |
| D        | Bojan Neziri         | Stal' Kam"jans'ke   |          |
| C        | Alex                 | Benfica             |          |
| C        | Levan Tskitishvili   | Stal' Kam"jans'ke   |          |
| A        | Mike Hanke           | Schalke 04          |          |
| D        | Matthias Langkamp    | Arminia Bielefeld   |          |
| A        | Steve Marlet         | Olympique Marsiglia |          |
| D        | Peter Van Der Heyden | Club Bruges         |          |

| Cessioni | Cessioni        | Cessioni               | Cessioni |
| R.       | Nome            | da                     | Modalità |
| -------- | --------------- | ---------------------- | -------- |
| A        | Marko Topić     | Kryl'ja Sovetov Samara |          |
| C        | Patrick Weiser  | Colonia                |          |
| C        | Martin Petrov   | Atlético Madrid        |          |
| D        | Thomas Rytter   | Brøndby                |          |
| D        | Marino Biliškov | Duisburg               |          |
| A        | Thomas Brdarić  | Hannover 96            |          |
| D        | Stefan Lorenz   | Rot-Weiss Essen        |          |
| A        | Tomislav Marić  | Urawa Reds             |          |

### Sessione invernale
| Acquisti | Acquisti              | Acquisti     | Acquisti |
| R.       | Nome                  | da           | Modalità |
| -------- | --------------------- | ------------ | -------- |
| A        | Rick Hoogendorp       | RKC Waalwijk |          |
| C        | Tommie van der Leegte | ADO Den Haag |          |

| Cessioni | Cessioni            | Cessioni       | Cessioni |
| R.       | Nome                | da             | Modalità |
| -------- | ------------------- | -------------- | -------- |
| C        | Andrés D'Alessandro | Portsmouth     |          |
| C        | Mirko Hrgović       | Hajduk Spalato |          |

## Risultati

### Bundesliga

#### Girone di andata
| Arbitro: | Stark |

|                          |           |                         |
| Klimowicz 9’ Hofland 84’ | Marcatori | 55’ Smolarek 82’ Koller |

| Arbitro: | Wagner |

|              |           |           |
| Bøgelund 90’ | Marcatori | 41’ Hanke |

| Arbitro: | Sippel |

|                            |           |              |
| D'Alessandro 39’ Thiam 53’ | Marcatori | 22’ Berbatov |

| Arbitro: | Gagelmann |

|                                         |           |  |
| Friedrich 69’ Pantelić 75’ Gilberto 90’ | Marcatori |  |

| Arbitro: | Kircher |

|               |           |             |
| Klimowicz 15’ | Marcatori | 87’ Schroth |

| Arbitro: | Schmidt |

|                  |           |                                               |
| Brdarić 30’, 89’ | Marcatori | 10’, 14’ Hanke 27’ Klimowicz 33’ D'Alessandro |

| Arbitro: | Drees |

|               |           |  |
| Klimowicz 34’ | Marcatori |  |

| Arbitro: | Merk |

|                          |           |  |
| Santa Cruz 66’ Lúcio 89’ | Marcatori |  |

| Arbitro: | Stark |

|  |           |               |
|  | Marcatori | 19’ Klimowicz |

| Wolfsburg 22 ottobre 2005, ore 15:30 CEST 10ª giornata | Wolfsburg | 0 – 0 referto | Schalke 04 | Volkswagen-Arena (29 064 spett.)\| Arbitro: \| Gräfe \| |
| Arbitro:                                               | Gräfe     |               |            |                                                         |

| Arbitro: | Sippel |

|            |           |  |
| Bugera 57’ | Marcatori |  |

| Arbitro: | Schmidt |

|               |           |             |
| Klimowicz 42’ | Marcatori | 88’ Epstein |

| Arbitro: | Fleischer |

|                                                       |           |               |
| Baumann 6’ Borowski 43’, 52’ Klose 60’, 85’ Naldo 72’ | Marcatori | 57’ Klimowicz |

| Wolfsburg 26 novembre 2005, ore 15:30 CET 14ª giornata | Wolfsburg | 0 – 0 referto | Arminia Bielefeld | Volkswagen-Arena (13 996 spett.)\| Arbitro: \| Gagelmann \| |
| Arbitro:                                               | Gagelmann |               |                   |                                                             |

| Arbitro: | Wack |

|                                                   |           |              |
| Thurk 2’ (rig.), 77’ Auer 36’ Ruman 45’ Zidan 51’ | Marcatori | 3’ Klimowicz |

| Arbitro: | Fandel |

|  |           |             |
|  | Marcatori | 62’ Meißner |

| Arbitro: | Wagner |

|                        |           |                         |
| Altıntop 45’, 61’, 83’ | Marcatori | 47’ Klimowicz 54’ Hanke |

#### Girone di ritorno
| Arbitro: | Fleischer |

|                                             |           |                         |
| Schnoor 24’ (aut.) Smolarek 31’ Gambino 67’ | Marcatori | 13’ Hanke 71’ Klimowicz |

| Arbitro: | Kinhöfer |

|                         |           |  |
| Klimowicz 41’ Hanke 64’ | Marcatori |  |

| Arbitro: | Brych |

|                                                     |           |  |
| Berbatov 43’ Barnetta 54’ Schneider 70’ Madouni 74’ | Marcatori |  |

| Arbitro: | Merk |

|             |           |                    |
| Hofland 63’ | Marcatori | 32’ (rig.) Paraíba |

| Arbitro: | Fandel |

|            |           |  |
| Saenko 15’ | Marcatori |  |

| Arbitro: | Wack |

|                        |           |             |
| Hanke 9’ Menseguez 85’ | Marcatori | 17’ Brdarić |

| Arbitro: | Kinhöfer |

|                |           |           |
| Amanatidīs 64’ | Marcatori | 58’ Hanke |

| Wolfsburg 11 marzo 2006, ore 15:30 CET 25ª giornata | Wolfsburg | 0 – 0 referto | Bayern Monaco | Volkswagen-Arena (30 000 spett.)\| Arbitro: \| Gräfe \| |
| Arbitro:                                            | Gräfe     |               |               |                                                         |

| Arbitro: | Brych |

|  |           |           |
|  | Marcatori | 23’ Lauth |

| Arbitro: | Sippel |

|                        |           |                              |
| Kurányi 7’ Lincoln 67’ | Marcatori | 29’ Hoogendorp 76’ Lamprecht |

| Arbitro: | Wagner |

|            |           |           |
| Marlet 90’ | Marcatori | 73’ Houdt |

| Arbitro: | Stark |

|                                         |           |  |
| Scherz 77’ Helmes 78’ Sarpei 81’ (aut.) | Marcatori |  |

| Arbitro: | Fleischer |

|             |           |           |
| Hristov 23’ | Marcatori | 6’ Valdez |

| Arbitro: | Gräfe |

|  |           |                   |
|  | Marcatori | 45’ (rig.) Karhan |

| Arbitro: | Wack |

|  |           |                        |
|  | Marcatori | 5’ Thurk 81’, 85’ Auer |

| Arbitro: | Sippel |

|                                |           |              |
| Ljuboja 17’ (rig.) Gentner 70’ | Marcatori | 5’ Menseguez |

| Arbitro: | Stark |

|                           |           |                         |
| Makiadi 66’ Klimowicz 69’ | Marcatori | 20’ Altıntop 86’ Ziemer |

### Coppa di Germania
| Arbitro: | Gräfe |

|  |           |                         |
|  | Marcatori | 14’ Hanke 28’ Klimowicz |

| Arbitro: | Kinhöfer |

|                                           |                      |                                                     |
| Klose 88’, 105’                           | Marcatori            | 64’, 120’ Marlet                                    |
| Klasnić Jensen Naldo Valdez Borowski Hunt | Tiri di rigore 5 – 4 | D'Alessandro Quiroga Menseguez Hofland Marlet Thiam |

### Coppa Intertoto
| Arbitro: | Burrull |

|                             |           |                          |
| Karhan 50’ D'Alessandro 54’ | Marcatori | 51’ Filipović 80’ Mujiri |

| Arbitro: | Kari |

|                 |           |                                      |
| Neukirchner 68’ | Marcatori | 12’ (rig.), 77’ Petrov 90’ Menseguez |

| Arbitro: | Čeferin |

|  |           |                            |
|  | Marcatori | 33’ D'Alessandro 51’ Franz |

| Arbitro: | Egorov |

|                                |           |  |
| D'Alessandro 24’ Klimowicz 76’ | Marcatori |  |

| Wolfsburg 27 luglio 2005, ore 19:00 CEST Semifinale | Wolfsburg  | 0 – 0 referto | Lens | Volkswagen-Arena (10 511 spett.)\| Arbitro: \| Bozinovski \| |
| Arbitro:                                            | Bozinovski |               |      |                                                              |

| Arbitro: | Halsey |

|                                      |           |  |
| Dindane 43’ Keita 48’ Jemâa 88’, 90’ | Marcatori |  |

## Statistiche

### Statistiche di squadra
| Competizione      | Punti | In casa | In casa | In casa | In casa | In casa | In casa | In trasferta | In trasferta | In trasferta | In trasferta | In trasferta | In trasferta | Totale | Totale | Totale | Totale | Totale | Totale | DR  |
| Competizione      | Punti | G       | V       | N       | P       | Gf      | Gs      | G            | V            | N            | P            | Gf           | Gs           | G      | V      | N      | P      | Gf     | Gs     | DR  |
| ----------------- | ----- | ------- | ------- | ------- | ------- | ------- | ------- | ------------ | ------------ | ------------ | ------------ | ------------ | ------------ | ------ | ------ | ------ | ------ | ------ | ------ | --- |
| Bundesliga        | 34    | 17      | 4       | 10      | 3       | 16      | 16      | 17           | 3            | 3            | 11           | 17           | 39           | 34     | 7      | 13     | 14     | 33     | 55     | -22 |
| Coppa di Germania | -     | 0       | 0       | 0       | 0       | 0       | 0       | 2            | 1            | 1            | 0            | 4            | 2            | 2      | 1      | 1      | 0      | 4      | 2      | +2  |
| Coppa Intertoto   | -     | 3       | 1       | 2       | 0       | 4       | 2       | 3            | 2            | 0            | 1            | 5            | 5            | 6      | 3      | 2      | 1      | 9      | 7      | +2  |
| Totale            | 34    | 20      | 5       | 12      | 3       | 20      | 18      | 22           | 6            | 4            | 12           | 26           | 46           | 42     | 11     | 16     | 15     | 46     | 64     | -18 |

### Andamento in campionato
| Giornata  | 1 | 2 | 3 | 4  | 5  | 6 | 7 | 8 | 9 | 10 | 11 | 12 | 13 | 14 | 15 | 16 | 17 | 18 | 19 | 20 | 21 | 22 | 23 | 24 | 25 | 26 | 27 | 28 | 29 | 30 | 31 | 32 | 33 | 34 |
| --------- | - | - | - | -- | -- | - | - | - | - | -- | -- | -- | -- | -- | -- | -- | -- | -- | -- | -- | -- | -- | -- | -- | -- | -- | -- | -- | -- | -- | -- | -- | -- | -- |
| Luogo     | C | T | C | T  | C  | T | C | T | T | C  | T  | C  | T  | C  | T  | C  | T  | T  | C  | T  | C  | T  | C  | T  | C  | C  | T  | C  | T  | C  | T  | C  | T  | C  |
| Risultato | N | N | V | P  | N  | V | V | P | V | N  | P  | N  | P  | N  | P  | P  | P  | P  | V  | P  | N  | P  | V  | N  | N  | P  | N  | N  | P  | N  | V  | P  | P  | N  |
| Posizione | 7 | 9 | 7 | 10 | 11 | 7 | 6 | 7 | 6 | 7  | 7  | 7  | 10 | 9  | 11 | 12 | 13 | 14 | 12 | 13 | 13 | 13 | 13 | 13 | 13 | 15 | 15 | 14 | 15 | 15 | 14 | 15 | 15 | 15 |

Legenda:

Luogo: C = Casa; T = Trasferta. Risultato: V = Vittoria; N = Pareggio; P = Sconfitta.

### Statistiche dei giocatori
| Giocatore         | Bundesliga | Bundesliga | Bundesliga  | Bundesliga | Coppa di Germania | Coppa di Germania | Coppa di Germania | Coppa di Germania | Coppa Intertoto | Coppa Intertoto | Coppa Intertoto | Coppa Intertoto | Totale   | Totale | Totale      | Totale     |
| Giocatore         | Presenze   | Reti       | Ammonizioni | Espulsioni | Presenze          | Reti              | Ammonizioni       | Espulsioni        | Presenze        | Reti            | Ammonizioni     | Espulsioni      | Presenze | Reti   | Ammonizioni | Espulsioni |
| ----------------- | ---------- | ---------- | ----------- | ---------- | ----------------- | ----------------- | ----------------- | ----------------- | --------------- | --------------- | --------------- | --------------- | -------- | ------ | ----------- | ---------- |
| A. Abuda          | 1          | 0          | 1           | 0          | 0                 | 0                 | 0                 | 0                 | 0               | 0               | 0               | 0               | 1        | 0      | 1           | 0          |
| A. Alex           | 17         | 0          | 4           | 0          | 0                 | 0                 | 0                 | 0                 | 0               | 0               | 0               | 0               | 17       | 0      | 4           | 0          |
| A. D'Alessandro   | 13         | 2          | 3           | 0          | 2                 | 0                 | 1                 | 0                 | 6               | 3               | 1               | 0               | 21       | 5      | 5           | 0          |
| K. Fischer        | 5          | 0          | 2           | 0          | 0                 | 0                 | 0                 | 0                 | 5               | 0               | 0               | 0               | 10       | 0      | 2           | 0          |
| M. Franz          | 16         | 0          | 4           | 1          | 1                 | 0                 | 1                 | 0                 | 3               | 1               | 0               | 0               | 20       | 1      | 5           | 1          |
| M. Hanke          | 31         | 8          | 2           | 0          | 2                 | 1                 | 0                 | 0                 | 4               | 0               | 0               | 0               | 37       | 9      | 2           | 0          |
| P. Heyden         | 24         | 0          | 5           | 0          | 0                 | 0                 | 0                 | 0                 | 4               | 0               | 2               | 0               | 28       | 0      | 7           | 0          |
| K. Hofland        | 19         | 2          | 8           | 1          | 2                 | 0                 | 0                 | 0                 | 6               | 0               | 1               | 0               | 27       | 2      | 9           | 1          |
| R. Hoogendorp     | 14         | 1          | 1           | 0          | 0                 | 0                 | 0                 | 0                 | 0               | 0               | 0               | 0               | 14       | 1      | 1           | 0          |
| M. Hrgović        | 0          | 0          | 0           | 0          | 1                 | 0                 | 0                 | 0                 | 2               | 0               | 0               | 0               | 3        | 0      | 0           | 0          |
| M. Hristov        | 9          | 1          | 4           | 0          | 0                 | 0                 | 0                 | 0                 | 0               | 0               | 0               | 0               | 9        | 1      | 4           | 0          |
| S. Jentzsch       | 34         | 0          | 4           | 0          | 2                 | 0                 | 1                 | 0                 | 6               | 0               | 0               | 0               | 42       | 0      | 5           | 0          |
| M. Karhan         | 30         | 1          | 2           | 0          | 1                 | 0                 | 1                 | 0                 | 6               | 1               | 1               | 0               | 37       | 2      | 4           | 0          |
| D. Klimowicz      | 26         | 12         | 7           | 2          | 1                 | 1                 | 0                 | 0                 | 6               | 1               | 1               | 0               | 33       | 14     | 8           | 2          |
| C. Lamprecht      | 14         | 1          | 4           | 0          | 1                 | 0                 | 1                 | 0                 | 0               | 0               | 0               | 0               | 15       | 1      | 5           | 0          |
| M. Langkamp       | 1          | 0          | 0           | 0          | 0                 | 0                 | 0                 | 0                 | 0               | 0               | 0               | 0               | 1        | 0      | 0           | 0          |
| A. Lenz           | 0          | 0          | 0           | 0          | 0                 | 0                 | 0                 | 0                 | 0               | 0               | 0               | 0               | 0        | 0      | 0           | 0          |
| C. Makiadi        | 10         | 1          | 1           | 0          | 1                 | 0                 | 0                 | 0                 | 3               | 0               | 0               | 0               | 14       | 1      | 1           | 0          |
| S. Marlet         | 21         | 1          | 1           | 0          | 1                 | 2                 | 0                 | 0                 | 0               | 0               | 0               | 0               | 22       | 3      | 1           | 0          |
| J. Menseguez      | 33         | 2          | 1           | 0          | 2                 | 0                 | 0                 | 0                 | 6               | 1               | 0               | 1               | 41       | 3      | 1           | 1          |
| B. Neziri         | 20         | 0          | 1           | 0          | 1                 | 0                 | 0                 | 0                 | 0               | 0               | 0               | 0               | 21       | 0      | 1           | 0          |
| M. Petrov         | 0          | 0          | 0           | 0          | 0                 | 0                 | 0                 | 0                 | 3               | 2               | 1               | 0               | 3        | 2      | 1           | 0          |
| P. Platins        | 0          | 0          | 0           | 0          | 0                 | 0                 | 0                 | 0                 | 0               | 0               | 0               | 0               | 0        | 0      | 0           | 0          |
| F. Quiroga        | 28         | 0          | 3           | 1          | 2                 | 0                 | 0                 | 0                 | 4               | 0               | 1               | 0               | 34       | 0      | 4           | 1          |
| T. Rytter         | 0          | 0          | 0           | 0          | 0                 | 0                 | 0                 | 0                 | 1               | 0               | 0               | 0               | 1        | 0      | 0           | 0          |
| H. Sarpei         | 28         | 0          | 6           | 0          | 2                 | 0                 | 0                 | 0                 | 3               | 0               | 0               | 0               | 33       | 0      | 6           | 0          |
| S. Schnoor        | 20         | 0          | 3           | 0          | 1                 | 0                 | 0                 | 0                 | 3               | 0               | 0               | 0               | 24       | 0      | 3           | 0          |
| P. Thiam          | 24         | 1          | 3           | 0          | 2                 | 0                 | 1                 | 0                 | 5               | 0               | 2               | 0               | 31       | 1      | 6           | 0          |
| M. Topić          | 2          | 0          | 0           | 0          | 1                 | 0                 | 1                 | 0                 | 4               | 0               | 1               | 0               | 7        | 0      | 2           | 0          |
| L. Tskitishvili   | 15         | 0          | 2           | 1          | 1                 | 0                 | 0                 | 0                 | 0               | 0               | 0               | 0               | 16       | 0      | 2           | 1          |
| P. Weiser         | 2          | 0          | 0           | 0          | 1                 | 0                 | 0                 | 0                 | 4               | 0               | 0               | 0               | 7        | 0      | 0           | 0          |
| T. van der Leegte | 13         | 0          | 5           | 0          | 0                 | 0                 | 0                 | 0                 | 0               | 0               | 0               | 0               | 13       | 0      | 5           | 0          |